# Ellison Onizuka
Ellison Shoji Onizuka dit « El » Onizuka est un astronaute américain d'origine japonaise né le  24 juin 1946 et mort le 28 janvier 1986 dans la catastrophe de Challenger.
C'est le premier américain d'origine asiatique à aller dans l'espace.
La Congressional Space Medal of Honor lui a été attribuée à titre posthume en 2004.
L'aéroport de Kona (Big Island, Hawaï) porte son nom. Il est enterré au cimetière national du Pacifique à Honolulu, Hawaï, dont il est originaire.

## Biographie
Ellison Shoji Onizuka était un astronaute américain et ingénieur aérospatial d'origine japonaise, né à Kealakekua, Hawaï. Il a obtenu un diplôme en ingénierie aérospatiale de l'Université du Colorado, où il a également décroché un master dans le même domaine. Avant de rejoindre la NASA, il a servi dans l'US Air Force comme pilote d'essai, acquérant une solide expérience en aéronautique. 
En 1978, Onizuka a été sélectionné pour le programme spatial de la NASA, devenant en 1985 le premier Américain d'origine asiatique à voyager dans l'espace, lors de la mission STS-51-C à bord de la navette Discovery. Il a ensuite été affecté à la mission STS-51-L de la navette Challenger en 1986. Le 28 janvier 1986, lors du décollage de cette mission, Challenger a tragiquement explosé, entraînant la mort de tous les membres de l'équipage. En raison de son héritage et de son dévouement, Ellison Onizuka est honoré pour son rôle pionnier dans l'exploration spatiale et pour avoir inspiré de nombreuses générations d'Asio-Américains.

## Vols réalisés
- 24 janvier 1985 : Discovery (STS-51-C)
- 28 janvier 1986 : La navette Challenger (vol STS-51-L) est entièrement détruite après 1 min 13 s de vol, tuant les sept membres de l'équipage.